# أندرو نوكس
أندرو نوكس هو سياسي كندي، ولد في 26 أبريل 1866، وتوفي في 4 أغسطس 1946. حزبياً، نشط في الحزب الليبرالي الكندي. وقد انتخب عضو مجلس العموم الكندي.